# Hassel Eisenhütte

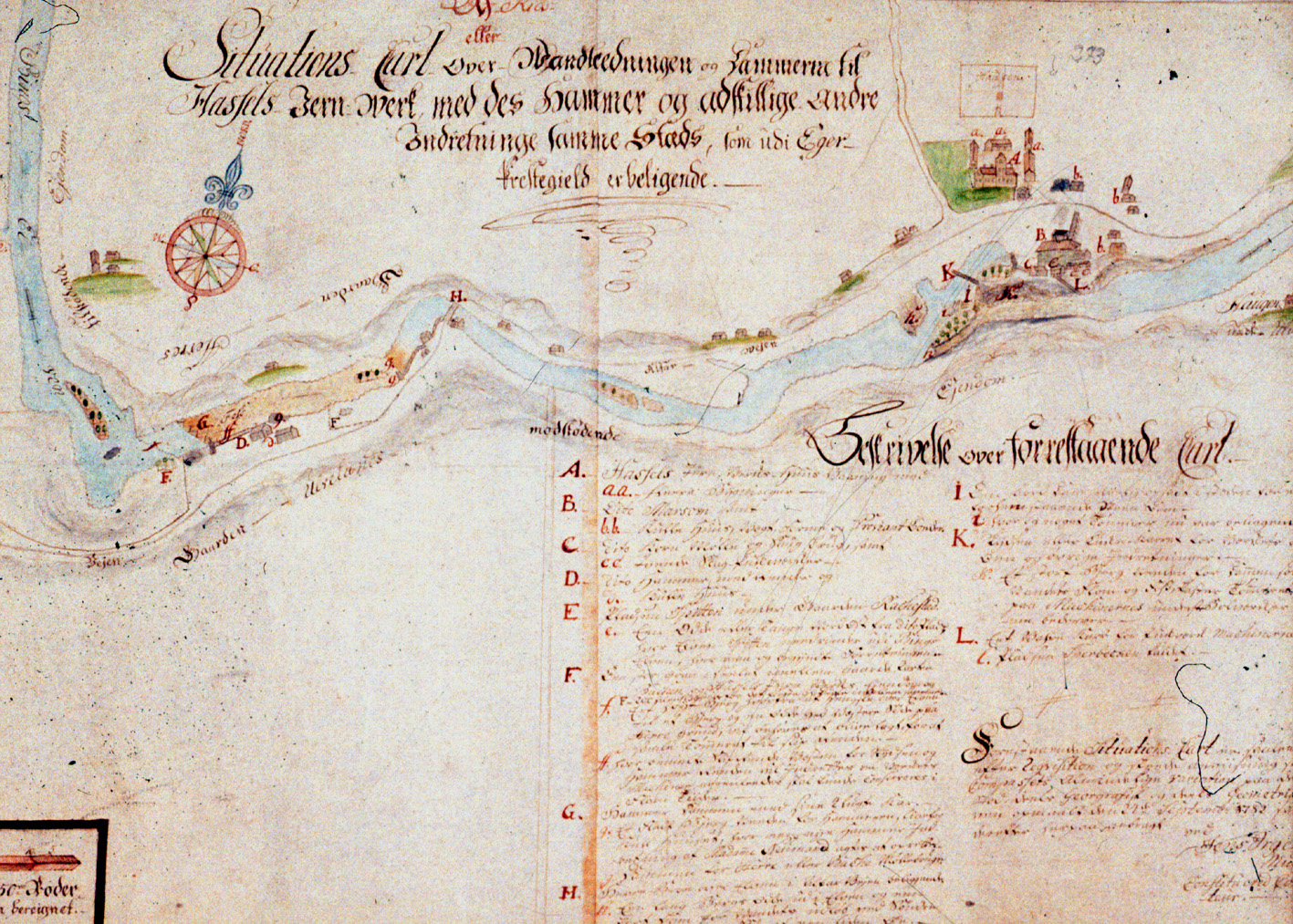
Karte der Hassel-Eisenhütte von 1788.

Die Hassel Eisenhütte, Hassel jernverk war eine historische Eisenhütte in Modum.

## Der Beginn
Am 3. Februar 1649 erteilte König Friedrich III. das Privileg zur Errichtung dieser Eisenhütte. Zu dieser Zeit bestand wegen vieler Kriege ein erhöhter Bedarf an Eisen. Vier mächtige Männer begannen mit dem Unternehmen: Der Rentmeister Peter Vibe in Kopenhagen, der Bürgermeister von Christiania Hans Eggertsen Stockfleth, der Stiftsschreiber von Akershus Johan Garmann und der Vogt in Gudbrandsdalen Christian Mogenssøn. Aber keiner von ihnen war an der konkreten Errichtung beteiligt. Dies wurde dem französischen Bergmeister Francois Coudrioux überlassen, der auch dem Betrieb in den ersten Jahren vorstand.
Später wechselten die Eigentümer häufig. Als das Werk dem reichen Großkaufmann Daniel Knoph gehörte, gingen die Geschäfte schlecht, und er verkaufte das Werk noch im 17. Jahrhundert an Johan Halvorsen Groll, der vorher bereits andere Eisenwerke geleitet hatte. Am Anfang des 18. Jahrhunderts hatten Mitglieder der Richelieu-Familie die meisten Eigentumsanteile. Sie lebten in der Nähe von Hokksund auf dem Gutshof Sem. 1721 übernahmen Assessor Justus Heinrich Weichart und Bischof Bartholomæus Deichman von Christiania (1713–1730) das Werk. Sie hatten auch am Silberbergwerk in Kongsberg Eigentumsanteile.
Die Stollen lagen an einem Bergrücken beim Gutshof Hassel in Modum. Davon erhielt das Werk seinen Namen. Die Eisenhütte selbst lag beim Gutshof Daler in Eiker, ein paar Kilometer südlich der Gruben. Dort standen die großen Floßöfen. Der Ort war wegen des Flüsschens Bingselva gewählt, damit mit Wasserrädern die großen Blasebälge angetrieben werden konnten. Daneben lagen die Lagerhäuser für das Eisenfabrikat und die Unterkunft des Direktors des Hüttenwerkes.
In der Nähe lagen am Flüsschen auch einige Sägewerke. Die Menschen, die dort und im Eisenwerk arbeiteten, lebten in dem Örtchen Skotselv.
1651 kauften die Besitzer ein altes Hüttenwerk des Königs in Vestfossen in Øvre Eiker und errichteten dort ein Hammerwerk. Später hatten sie noch ein Hammerwerk am Bingselv bei den Gutshöfen Torrud in Modum und Hære in Eiker. Dabei wurden zwei Nagelhämmer gebaut.

## Das Verhüttungs-Verfahren
Das Erz wurde zunächst geröstet, damit es brüchig und porös wurde und der Schwefel entwich. Dann wurde es mit Holzkohle abwechselnd geschichtet und mit Hilfe der wassergetriebenen Blasebälge auf 1 500 °C erhitzt, so dass das flüssige Eisen auslief. Der Kohlenstoff der Holzkohle war ein Teil des Eisens, und je nach der Menge des Kohlenstoffes war die Eisenqualität unterschiedlich. Zwei Typen von Eisen wurden produziert: Hartes Eisen in Stangenform mit wenig Kohlenstoffanteil, das an Schmiede in der Umgebung für Hufeisen und Gerätschaften verkauft wurde. Daraus wurden auch Nägel gefertigt. Der andere Eisentyp mit mehr Kohlenstoff war spröder, war also Gusseisen, und wurde für Kanonen und Kanonenkugeln, später auch für Töpfe, Pfannen und Waffeleisen verwendet. Am bekanntesten wurde die Hassel-Eisenhütte durch die gusseisernen Ofenplatten. Viele dieser Ofenplatten mit allerlei mythischen Motiven finden sich in Museen Norwegens und Dänemarks.

## Die Ressourcen
Das Werk hatte Gruben nicht nur auf den Bergen bei Hassel. Sie bekamen auch Gruben in Holtefjell, bei Glomsrud, Sveås, Skredsvik in Modum, in Dramdal und Såsen in Øvre Eiker und bei Solberg und Åserud in Nedre Eiker. Ab ungefähr 1720 holte sich das Werk auch Erz aus den Barbo-Gruben bei Arendal. Dies war ein besonderes Eisen, dass alle norwegischen Hüttenbetriebe für Eisen guter Qualität benötigten.
Die Hassel-Eisenhütte hatte ständig Konflikte wegen des Holzeinschlags. Denn es gab in der Umgebung eine ganze Reihe anderer Fabriken, die ebenfalls Holz für ihren Betrieb benötigten: Neben den bereits erwähnten Sägewerken hatten auch das Silberwerk in Kongsberg, die Glasfabrik in Nøstetangen (Hokksund) und die Farbenfabrik in Modum einen hohen Bedarf an Holzkohle und Holzeinschlagsrechte in Eiker. Ein weiteres Problem war, dass die Bingselva nicht ganzjährig genügend Wasser führte, um die Wasserräder anzutreiben. In manchen Jahren waren es nur wenige Wochen. Deshalb wurden bald im Oberlauf und an den Seitenarmen Staudämme gebaut, der erste im 17. Jahrhundert von Johan Groll, weshalb dieser den Namen „Grølla“ erhielt.

## Die Blütezeit
1746 wurde die Familie Neumann Eigentümerin des Werkes und betrieb es über 60 Jahre. Es war die Blütezeit der Eisenhütte. Die Produktion weitete sich aus, das Werk wurde wegen seiner hohen Qualität bekannt, und eine Reihe der schönsten gusseisernen Ofenplatten stammen aus dieser Zeit. Der erste Eigentümer der Familie Jacob Neumann kämpfte unermüdlich um die erforderliche Holzkohle, und 1755 entschied das Oberbergamt, dass alle 450 Gutshöfe von Eiker Holz zum Eisenwerk Hassel liefern müssten. Zusätzlich wurden die Sägewerke verpflichtet, die äußersten Rindenbretter beim Zersägen der Holzstämme, die unbrauchbar waren, ebenfalls dem Eisenwerk zu überlassen.
Unter Jacob Neumann bekam das Eisenwerk eine eigene Schule für die Kinder der beschäftigten Arbeiter. Als seine Witwe Cathrine Neumann die Leitung des Werkes übernahm, gründete sie ein Hilfswerk für die Kranken und Alten, die im Werk gearbeitet hatten.

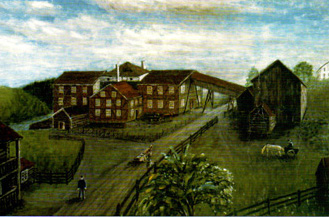
Das Eisenwerk kurz vor dem Abriss. Gemälde von Harald Bugge.

Ihrer beider Sohn Frantz Edler Neumann startete während dessen seine eigene Fabrik etwas weiter oben an der Bingselva, die den Namen „Friederichsminde“ zu Ehren König Friedrichs erhielt. Hier wurden Messer, Gabeln, Äxte, Spaten und Pflugscharen produziert. Als er 1799 die Eisenhütte übernahm, wurde Friederichsminde in die Hassel-Eidenhütte integriert.

## Das Ende
Danach wechselten die Eigentümer häufig. Auch eine deutsche Gesellschaft versuchte das Werk weiterzuführen. 1854 wurde das Werk durch eine Auktion auf mehrere Eigentümer aufgeteilt. Schließlich kaufte sie samt den Wasserrechten der Holzhändler Peder Gregersen aus Modum. Die Produktion wurde nun stark zurückgefahren, blieb aber bis in die 1870er Jahre erhalten.
1888 gründete Peder Gregersen eine Cellulosefabrik an der Bingselva etwas weiter unterhalb. Die Schmelzöfen wurden abgerissen. Das war das Ende der Hassel-Eisenhütte.